# Târnava (okręg Sybin)
Târnava – wieś w Rumunii, w okręgu Sybin, w gminie Târnava. W 2011 roku liczyła 2273 mieszkańców.